# Ladislas Chodzkiewicz
 (février 2019).
Ladislas Xavier Chodzkiewicz, né le 4 mai 1813 à Toulezina (Pologne) et mort le 18 mars 1898  à Neuilly-sur-Seine, est un interprète militaire français d'origine polonaise.

## Biographie
Il est interprète militaire, puis dans le domaine civil au sein des Chemins de fer.

## Distinctions
- Chevalier de la Légion d'honneur en 1855.